# Josip Sernec
Josip Sernec, slovenski filozof,  politik in  gospodarstvenik, * 4. marec 1844, Slovenska Bistrica, †  18. september 1925, Ljubljana.

## Življenje
Sernec je obiskoval dva razreda realke in gimnazijo. Leta 1865 je maturiral v Mariboru. Med leti 1865 in 1869 je študiral pravo na Dunaju. Tam je tudi diplomiral in promoviral. Na Dunaju se je seznanil in spoprijateljil z Josipom Jurčičem. Naselil se je v Celju in se poročil s Terezijo Kočevar. Leta 1876 je odprl lastno odvetniško pisarno.

## Politično življenje
Pod vplivom brata Janka se je Sernec zgodaj vključil v slovensko narodno in politično življenje. Na Dunaju je bil od leta 1868 do 1869 predsednik slovensko-hrvaškega visokošolskega društva Jugoslavije. V Brežicah je delal pri volitvah za slovensko stranko, govoril na volilih shodih in dopisoval v Slovenski narod. Pisal je za uveljavljanje slovenskih pravic na sodišču in v ljudskem šolstvu. Prizadevanje za enakopravnost slovenščine v sodstvu, upravi in šolstvu je naprtilo Sernecu več disciplinskih preiskav.
Leta 1884 je bil izvoljen v štajerski deležni zbor in je deloval v njem do leta 1902. Vmes je bil 9 let namestnik štajerskega deželnega glavarja, kar mu je olajšalo upravljanje marsikatere slovenske zahteve. Zavzemal se je za skupnostno, komunalno organiziranje gospodarstva in življenja, ki bi mu bila osnova skupnost proizvajalnih sredstev. To je njegov odgovor na »socialno vprašanje« kot senčno stran sodobnega materializma in ki je delovni materializem ali materializem dela in egoizma.

## Filozofija in socialni nauk
Družbena in filozofska vprašanja je obravnaval v knjižici Materializem in slovanstvo (Der Materialismus und das Slawenthum), ki jo je izdal 1874 v Mariboru in obsega vsega 45 strani večjega formata. To je tudi edino njegovo teoretično delo. Krajša razpravica je zanimiva predvsem zato, ker je v njej Sernec orisal celoten zametek ideje samoupravljanja. Nenavadno pa je dejstvo, da je tak borec za slovenski jezik in narodno prebujanje to svojo knjižico izdal v nemščini. Sernec ugotavlja, da se čas, v katerem živi, imenuje čas materializma. Ljudje so le različnih nazorov o pomenu materializma.
“Nekaterim, da je zanikanje vsega duhovnega sploh, izenačujejo ga z okostenelim egoizmom, zato preklinjajo ali obžalujejo naš čas. Drugi pa da uporabljajo besedo materializem v njenem pozitivnem pomenu in se zato veselijo tega časa”, pravi Sernec.
Sernec želi materializem obravnavati najprej s svetle strani. Pravi, da je prvi smoter človeštva na zemlji napredek in razvoj in to do brezkončnosti in nenehno. To nenehno spopolnjevanje in razvoj Sernec ne vidi samo na duhovnem področju, temveč prav tako na materialnem področju.
Človeški duh je po Sernecu docela odvisen od svojega zunanjega materialnega sveta in sicer prav tako močno, kot je na drugi strani človeško telo in obdajajoča ga narava odvisna od človekovega duha. Meni, da duh obvladuje telo in da duh obuja neskončne in na sebi mrtve in nekoristne naravne sile in prisiljuje te sile in samo materijo, da se podrejajo njegovi volji. Iz tega Sernec sklepa, da se duh in materija medsebojno pogojujeta in prav to je po Sernecu tista resnica, ki določa čas, o katerem je govoril uvodoma.
Dalje Sernec raziskuje, kako je postala ta zavest, torej materializem, dominantna v Evropi. Pravi, da je v Nemčiji in v Evropi v prejšnjem stoletju (tj. 18.) prevladoval idealizem. To »idealno« stoletje je po Sernecu nenavadno povzdignilo človeštvo in zjasnilo človeškega duha, vendar je to stoletje zanemarjalo znanstvene raziskave konkretnega materialnega področja, pozabilo je na dejansko življenje. Primeri za to so po Sernecu nemški učenjaki, ki so z največjim ostroumjem, logiko in filozofskimi raziskavami prihajali do rezultatov, ki jih že navaden človek z nekaj razuma lahko ovrže kot napačne trditve, pravi Sernec. Za primer navaja Fichteja, ki da je imel vse, kar eksistira, zgolj za subjektivni zor; Hegla, ki pravi, da je vse, kar je, umno in kar je umno, eksistira; iz tega potem Sernec sklepa, da je za Hegla tedaj tudi vsaka država in vsak zakon, ki obstaja, dober; vsak pa ve, pravi dalje, da obstajajo še roparske države na svetu in tudi na kupe prav brezumnih zakonov.
Zato so se po Sernecu taki nemški učenjaki delali le važne in si imponirali s tem, da so se prepirali o nepomembnostih. Tako se je tedaj učeni svet oddvojil od ljudstva, ki je morali iti samo svojo pot.
Od tod pa potem po Sernecu izvira tudi nesrečno občutje romantične inteligence. Sedaj pa se, pravi Sernec, izobraženi svet obrača k materialnemu področju, k znanosti k vidnemu, otipljivemu življenju. Začeli so sistematično preučevati faktorje, ki delujejo v svetu. Raziskuje se naravo, njene sile in zakone, delovanje človeškega telesa, vpliv človeka na materijo in narobe. Razvijajo se prirodne znanosti, dobrine znanost o gospodarjenju, politične znanosti itd. Vse te znanosti so po Sernecu utirjevalke poti nastopajočega novega časa. Treba bo kmalu znanstveno živeti, ne le misliti ali sanjati, poudarja Sernec. Prav to pa ima Sernec za značilnost svojega časa: to postajanje, v katerem se postavlja življenje samo na znanstveno osnovo in prav to je zanj materializem. Tako pojmovane znanosti se bodo po Sernecu še bolj širile zaradi rastočih potreb držav, ki bodo zato podpirale šolanje znanstvenikov. Prav tako se bo spremenilo delo. Delali bodo stroji in naravne sile. Materializem koristi človeštvu zato, ker je izredno oster in dosleden, ker pokoplje vsakogar, ki ni dovolj delaven in varčen.

## Ostala dela
V mlajših letih je bil Sernec vnet planinec. Napisal je svoje spomine na Skuto (PV 1895) in okolico Ischla 1896 ter odgovoril na anketo o jugoslovanskem vprašanju. Tik pred smrtjo je končal Spomine. 1927 je napisal pomemben prispevek za razumevanje takratnih političnih, kulturnih in gospodaskih razmer štajerskih Slovencev.